# Mejlflak
Mejlflak (eller Mejl Flak), er et rev i den syd-østlige del af Aarhus Bugt mellem Helgenæs og Samsø. 
Mejlflak ligger i et bakket terræn og består selv af toppene Mejlgrund i vest og Lillegrund i øst, som ligger på 1-6 m vand - lidt mere eller mindre, alt afhængig af tidevandet naturligvis. Flakket er omgivet af dybere dalstrøg på omkring 15-25 m vand, og især mod øst er der huller helt op til 43 m, 50 m og 64 m. Der løber en trafikeret sejlrende umiddelbart nord for som den primære trafikåre til og fra Aarhus Havn. 
Issehoved Flak, der er lidt større end Mejlflak, ligger kun 2-3 kilometer mod sydøst, i forlængelse af Samsø.

## Naturen
Mejlflak består af en varieret havbund, lige fra almindelige sandbanker til stenrev, med sten i alle størrelser. Her er dog kun ganske få kampesten og ingen huledannende stenrev. Vegetationen består fortrinsvis af tang så som ålegræs, rødalger og brun tang, der dækker bunden flere steder og der er en del tætte muslingebanker af blåmusling, som søstjerner, søpindsvin, eremitkrebs og konksnegle m.m. nyder godt af. Spredt på revet kan man finde forskeliige polypdyr som f.eks. dødningehånd, koraller og søanemoner; et udvalg af havsvampe, mosdyr, krabber og på sandbunden molboøsters. Blandt de større fisk og dyr er Mejlflak hjemsted for eksempelvis kutlinger, fladfisk, havkarusser og marsvin. Marsvinene yngler i området.

## Beskyttet område
Mejlflak er både et EU-habitatområde (H170) og et Natura 2000 område (194), med ændringer i 1998, 2003 og 2010.
I sommeren 2013 effektuerede Fødevareministeriet et stop for bundtrawl i en beskyttelseszone inkluderende Mejlflak og to andre flak i bugten. Forbuddet trådte i kraft med virkning fra 1. september 2013. Danmarks Fiskeriforening har ikke gjort indsigelse imod den nye lovgivning. Den nye lovgivning er en del af en landsdækkende indsats på initiativ af den Danske Stat, som efter eget udsagn skal sikre fuld beskyttelse af rev i danske farvande. Lovgivningen er en naturlig konsekvens af Danmarks forpligtelser i EU samarbejdet. Udover Aarhus bugten omfatter de nye love områder i Smålandsfarvandet, Langelandsbælt og Hjelm Bugt. Alle beskyttelseszonerne er på 240 m.

## Havmøllepark
Der har længe været planer om at etablere en havmøllepark på Mejlflak. I denne fase har der været fremført nogle bekymringer fra forskellige foreninger.

Energistyrelsen gav grønt lys for projektet (på visse betingelser) den 5. februar 2013. Projektudviklingsselskabet hedder HÅB A/S (Havvind Århus Bugt A/S) og er et samarbede mellem en række el-selskaber i Aarhusområdet, NRGi og Vindmøllelaug Århus Bugt. Det er tanken, at parken kommer til at omfatte op til 20 vindmøller med en samlet effekt på ca. 100 MW og den forventes investeringsmæssigt at beløbe sig til ca. kr. 2 mia..
Da Mejlflak er beskyttet område skal parken etableres på en VVM-godkendelse. Ifølge de tilgængelige kort skal parken tilsyneladende ikke sættes op direkte på den fredede del af Mejlflak, men lige syd for i den omgivende beskyttelseszone.
I september 2017, inden byggefasen, blev projektet udsat på ubestemt tid, da det ikke blev vurderet profitabelt af energiselskabet NRGi.